# Nokia 1209
De Nokia 1209 is een instapmodel van de Finse fabrikant Nokia.
De telefoon bevat weinig functies en een eenvoudig menu en is uitgekomen in het derde kwartaal van 2008.
De telefoon bevat ook een zaklampfunctie, wekalarm, calculator, herinneringen, spelletjes en een agenda.